# Planopus
Planopus is een kevergeslacht uit de familie van de boktorren (Cerambycidae). De wetenschappelijke naam van het geslacht werd voor het eerst geldig gepubliceerd in 1953 door Bosq.

## Soorten
Planopus omvat de volgende soorten:
- Planopus laniniensis Bosq, 1953
- Planopus octaviusbarrosi Cerda, 1968